# Ламберт, Фредерик
Фредерик Рудольф Ламберт, 10-й граф Каван (англ. Frederick Rudolph Lambart, 10th Earl of Cavan; 16 октября 1865 — 28 августа 1946) — британский военачальник, фельдмаршал (1932).

## Биография
Из старинного аристократического рода, предкам Ламберта был пожалован титул графов Каванов в 1647 году. Окончил привилегированный Итонский колледж и Королевское военное училище. Знатное происхождение и близость к королевской семье способствовали его военной карьере.

## Начало военной службы
С 1885 года служил в Гренадерском гвардейском полку в Лондоне и в Дублине. С 1891 года был адъютантом Генерал-губернатора Канады, в 1893 году вернулся в свой полк в метрополию. Участвовал в второй англо-бурской войне. В 1900 году после смерти отца наследовал графский титул, став 10-м графом Каваном. С 1904 года — адъютант батальона, с 1908 года командовал батальоном в том же полку. В 1913 году на летних маневрах временно командовал пехотной бригадой. Однако в том же году приобрёл крупное поместье и вышел в отставку.

## Первая мировая война
С началом Первой мировой войны вернулся на службу. Назначен командиром 2-й Лондонской бригады территориальной армии, тогда же получил временное звание бригадира (позднее был утверждён в нём). Направлен во Францию и воевал в составе Британских Экспедиционных Сил. В октябре 1914 года был ранен командир 4-й гвардейской пехотной бригады генерал Р. Скотт-Керр и Ламберт назначен на его место. С июня 1915 года — командир 50-й (Нортумберлендской) пехотной дивизии. С августа того же года — командир гвардейской дивизии.
С января 1916 года командовал 14-м армейским корпусом на Западном фронте. В октябре-ноябре 1917 года на Итальянском фронте сокрушительное поражение в битве при Капоретто потерпела итальянская армия. Для спасения своего союзника англо-французское командование спешно перебросило в Италию ряд воинских частей, в том числе и корпус Ламберта. В марте 1918 года он назначен командующим британскими войсками на Итальянском фронте (три пехотные дивизии, несколько отдельных подразделений). В октябре 1918 года назначен командующим 10-й итальянской армией, в которой значительную долю составляли британские войска. Во главе армии участвовал в битве при Витторио-Венето.
В британской военно-исторической литературе преобладает оценка Ламберта как одного из выдающихся британских военачальников Первой мировой войны. В то же время другие авторы указывают, что он ничем особенным себя не проявил (во главе дивизии и корпуса вёл обычную позиционную войну; после битвы при Капоретто прибыл, когда австро-германское наступление уже выдохлось; при Витторио-Венето армии противника были уже деморализованы к началу наступления и не оказали значительного сопротивления) и по существу стал известен не своими победами, а тем, что избежал поражений.

## Послевоенное время
После войны до 1919 года оставался в Италии. С 1920 года — командующий войсками крупнейшего в Англии Алдершотского военного лагеря, а также лейтенант Лондонского Тауэра и генерал-адъютант короля Георга V. В 1921—1922 годах в составе британской делегации участвовал в Вашингтонской конференции.
С 1922 года — начальник Имперского Генерального штаба. В 1926 году вышел в отставку.

## В отставке
Будучи в отставке, Ламберт играл большую роль при королевском дворе. С 1929 по 1931 годы был капитаном Почётного корпуса военной охраны (почётный конвой короля, формируется из уволенных из армии офицеров — кавалеров высших британских наград). В октябре 1932 года произведён в чин фельдмаршала, хотя давно уже не был на военной службе (последний подобный случай присвоения этого воинского звания в Великобритании). Ещё с 1915 года был пэром Англии и занимал место в Палате лордов Парламента Великобритании. Занимал десятки почетных постов и должностей (полковник ирландской гвардии с 23 мая 1925 года, полковник Бедфордширского и Хартфордширского полка с 10 декабря 1928 года, почётный доктор гражданского права Оксфордского университета с 1926 года). Во Вторую мировую войну командовал отрядом самообороны Хартфордшира.
Похоронен на церковном кладбище Эйот-Сент-Лоуренс в Хартфордшире.

## Воинские звания
- 1885 — лейтенант
- 1897 — капитан
- 1902 — майор
- 1908 — подполковник (лейтенант-полковник)
- 1911 — полковник
- 1914 — бригадир
- 1915 — генерал-майор
- 1916 — генерал-лейтенант
- 1921 — генерал
- 1932 — фельдмаршал

## Награды

### Британские награды
- Рыцарь ордена Святого Патрика (КР, 18 ноября 1916)
- Рыцарь Большого Креста ордена Бани (GCB, 1926)
- Рыцарь Большого Креста ордена Святого Михаила и Святого Георгия (GCMG, 1919)
- Рыцарь Великого Креста Королевского Викторианского ордена (GCVO, 1922)
- Рыцарь Большого Креста ордена Британской империи (GBE, 1927)
- Рыцарь-командор ордена Бани (КСВ, 1918)
- Кавалер ордена Бани (CB, 1915)
- Кавалер Королевского Викторианского ордена (MVO, 1910)

### Иностранные награды
- Кавалер Большого Креста ордена Почётного Легиона (Франция, 1916)
- Кавалер Большого Креста Ордена Святых Маврикия и Лазаря (Италия, 1919))
- Великий Офицер Савойского Военного ордена (Италия, 1919)
- Великий Офицер Ордена Короны (Бельгия, 2 ноября 1916)
- Орден Крест Свободы 1 класса 1 степени (Эстония, 29 апреля 1925)
- Орден Полосатого Тигра 1 класса (Китайская Республика, 1920)
- Медаль «За выдающиеся заслуги» (США, 1919)
- Военный крест 1914—1918 Франция, 1916)
- Военный крест за воинскую доблесть («Croce di guerra al valor militare») (Италия)